# Špičák (rozhledna)
Rozhledna na Špičáku se nachází na Šumavě u Železné Rudy, na vrcholu hory Špičák. Pro veřejnost byla otevřena 2. července 2014.
Rozhledna má výšku 26,5 metru, do horního ochozu se stoupá po 135 schodech a na ochoz se vejde až 60 lidí. Celkové náklady na stavbu činily 7,1 milionu korun, z čehož 87 % bylo získáno dotací z EU. Na vrchol se lze dopravit čtyřsedačkovou lanovkou z lyžařského areálu Špičák. S ohledem na umístění v CHKO je provoz rozhledny omezen od poloviny června do poloviny září.

## Výhled
Výhledům z rozhledny dominuje 5 km vzdálený Velký Javor a před ním ležící Čertovo jezero, vidět jsou i blízké vrchy Großer Falkenstein, Ostrý, Pancíř, Můstek, Prenet, ale západním směrem i vzdálenější Koráb u Kdyně, Rýzmberk a Čerchov. Velmi přehledně je vidět do údolí Úhlavy s vodní nádrží Nýrsko nedaleko stejnojmenného města. Východním směrem se otevírá výhled na Sušicko a dominující vrchy Křemelné, Poledníku a Roklanu. Při výborné dohlednosti je viditelný alpský Dachstein.